# NGC 3657
NGC 3657 is een balkspiraalstelsel in het sterrenbeeld Grote Beer. Het hemelobject werd op 12 april 1789 ontdekt door de Duits-Britse astronoom William Herschel.

## Synoniemen
- UGC 6406
- MCG 9-19-65
- ZWG 268.30
- IRAS 11212+5310
- PGC 35002